# 克洛切韋
51°0′27″N 28°31′22″E / 51.00750°N 28.52278°E
克洛切韋（烏克蘭語：Клочеве），是烏克蘭的村落，位於該國北部日托米爾州，由科羅斯堅區負責管轄，始建於1911年，面積0.66平方公里，海拔高度196米，2001年人口190，人口密度每平方公里287.88人。